# Private Security Detail
Personal Security Detail (PSD), innebär personskydd vid högriskuppdrag i hotfulla miljöer. När man arbetar med personskydd och eskort under dessa förhållanden uppträder man i normalfallet med tyngre beväpning samt med skyddsfordon och annan teknik. Man är oftast uppbackad av forceprotection-enheter[förklaring behövs]. Dessa uppdrag är mycket välbetalda eftersom de är oerhört farliga och innebär stor fara för liv och hälsa. 

## Arbete
Arbetet innebär att man skyddar viktiga nyckelpersoner och transporter av material och förnödenheter mot angrepp, kidnappning, stöld och vandalism. Man uppträder i olika storlekar av grupper och har oftast tillgång till tyngre beväpning och olika bepansrade fordon.

## Lagstiftning
Det är varje lands lagstiftning som avgör hur säkerhetspersonalen kan uppträda och agera. PSD-personal får dock enbart försvara sig vid angrepp och får inga villkor söka strid. Detta bryter då mot gällande FN-konventioner om personalförmedling till stridande områden och jämförs med legoknektar.